# Chlorophorus hungaricus
Chlorophorus hungaricus је инсект из реда тврдокрилаца (Coleoptera) и фамилије стрижибуба (Cerambycidae). Припада потфамилији Cerambycinae.

## Распрострањење и станиште
Распрострањена је у централној Европи, на Балканском полуострву и у Турској. У Србији је спорадично налажена. Насељава некултивисана и рудерална станишта, шумостепе и генерално топла станишта са степским карактером. 

## Опис
Chlorophorus hungaricus је дугaчка 7—10 mm. Глава је црна, пронотум црвенкастобраон. Покрилца су црна са белим штрафтама. Ноге и антене тамнобраон до црне. Глава и пронотум потпуно црвени до црвенкастобраон, а пронотум и базални део покрилца покривени светлим усправљеним длачицама. Антене су кратке до средње дужине.

## Биологија и развиће
Имага су активна у лето, у јуну и јулу. Ларва се развија две године у корењу дрвенастих махунарки, пре свега врста из родова Ononis и Lotus dorycnium. Имага се најчешће налазе на цвећу различитих биљака.